# Faust (Goethe)

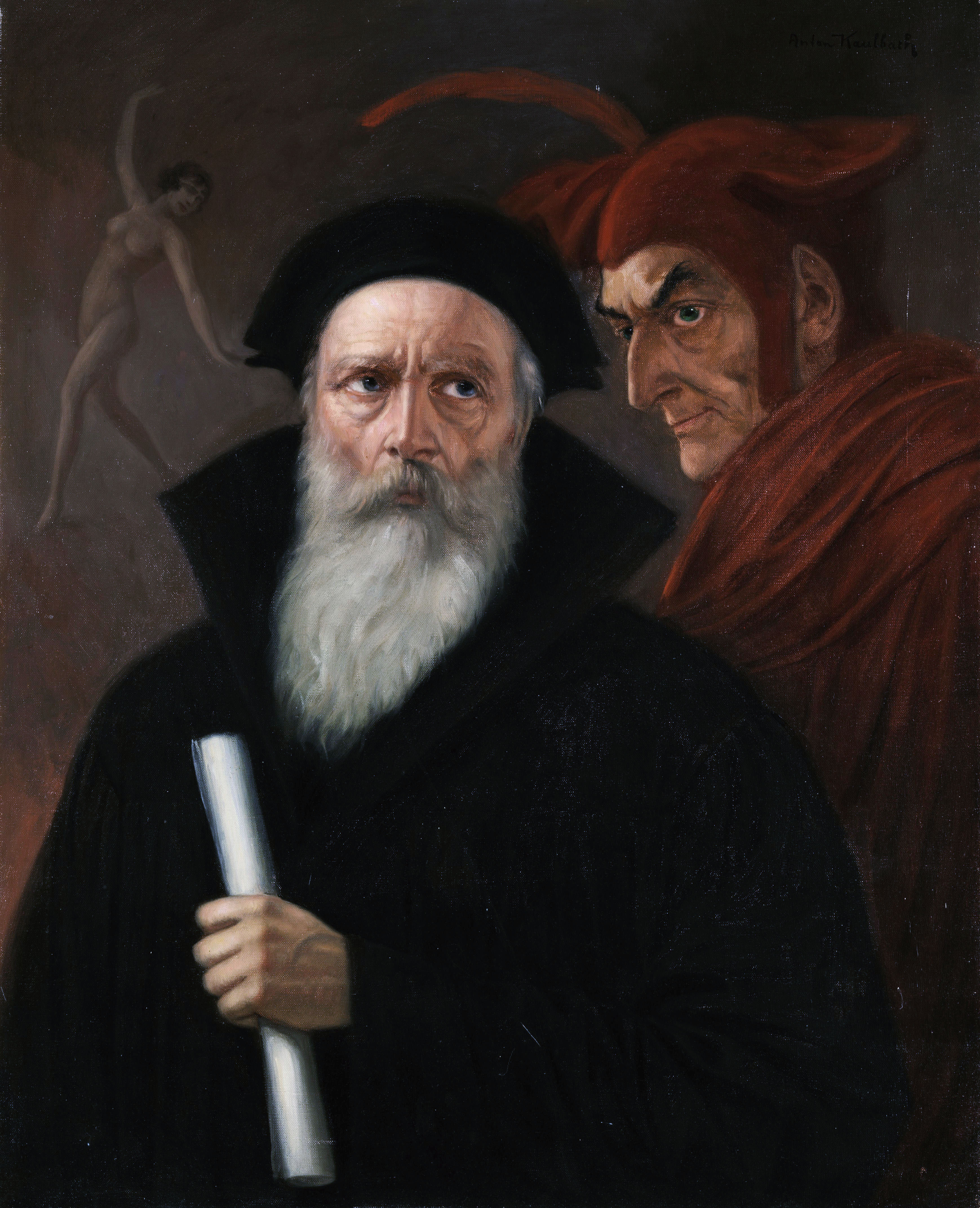
Anton Kaulbach: "Faust och Mephisto".

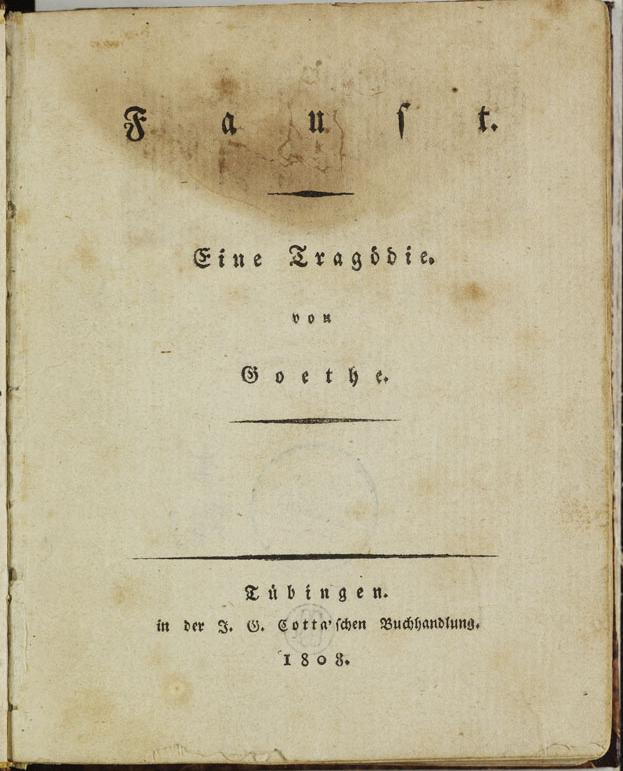
Titelsidan i första utgåvan av Goethes Faust.

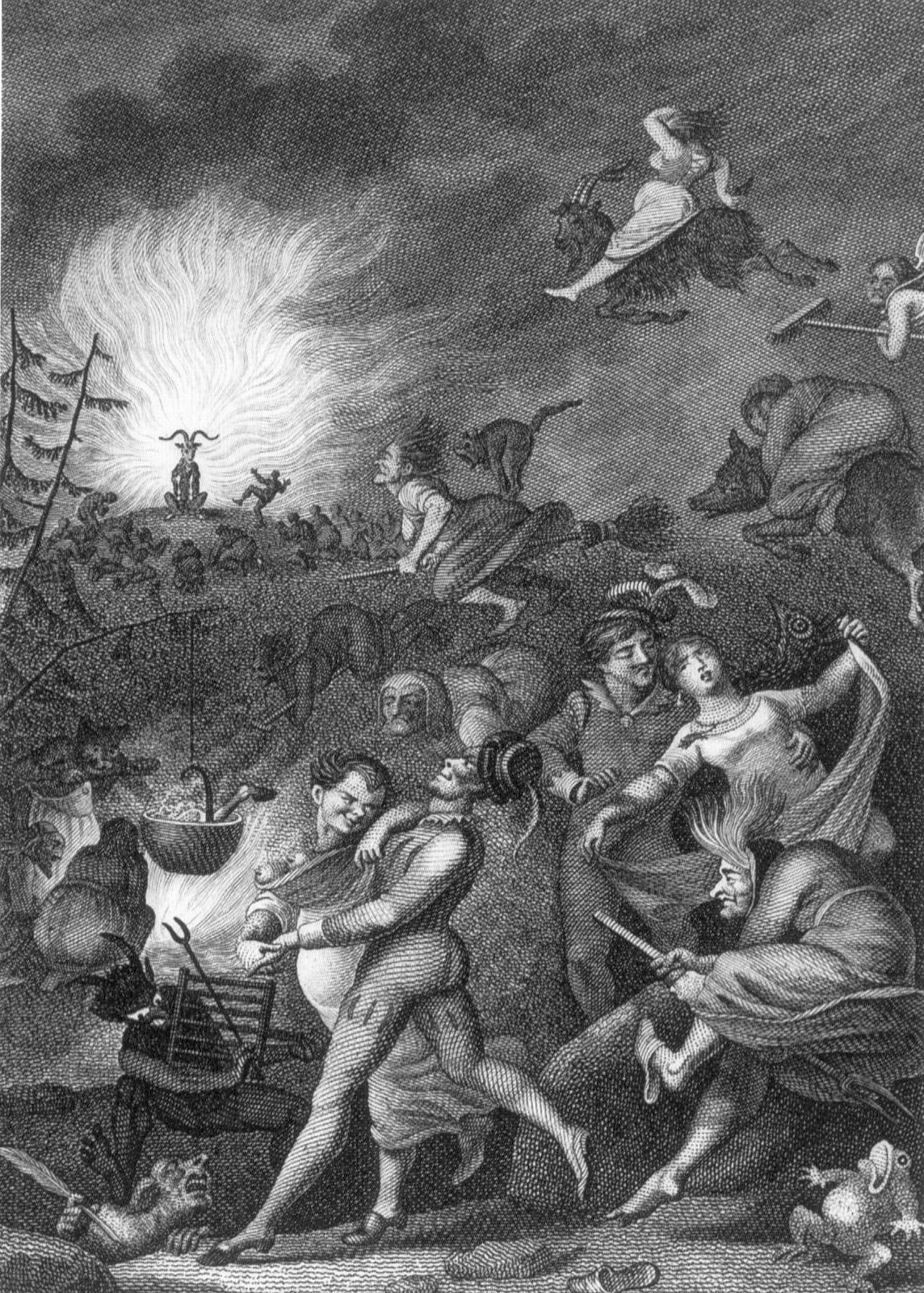
Walpurgisnacht ur Faust.

Faust är en teaterpjäs, skriven av Johann Wolfgang von Goethe. Faust består av de två verken Faust I (1808) och Faust II (1832), baserade på pjäsen Faust (cirka 1592) av Christopher Marlowe. Det finns även en tidig ofullständig version som kallas Urfaust. Goethe baserar dramat på det mytiska stoffet om Doktor Faustus, som sades ha sålt sin själ till djävulen. I Goethes drama utvidgas historien till en parabel, som gäller hela mänskligheten.

## Ursprung
Goethe baserade dramat på det mytiska stoffet om Faust, som sades ha sålt sin själ till djävulen. Myten uppstod i Tyskland under 1500-talet och kom först i tryck 1587 med titeln Historia von D. Johann Fausten. Denna inspirerade Christopher Marlowe till dramat Den tragiska historien om doktor Faustus, postumt utgivet 1604, vilket under 1600-talet blev populärt i Tyskland, vid sidan av en dramatisering av den tidigare boken. Dessa Faust-dramer inspirerade i sin tur Goethe till det drama som kommit att bli det som idag är mest förknippat med Faust.

## Verket
Johann Wolfgang von Goethe arbetade med Faustdramerna under flera decennier och har själv kallat texten för "summa summarum" av sitt liv. Den långa bearbetningstiden förklarar delvis varför stilelement från en rad litterära epoker kan skönjas i texterna: från klassicismen, upplysningen, Sturm und Drang och romantiken. Dessutom använder sig Goethe av satir och inslag från mysteriespelet. Scenerna i dramat är endast löst ihopfogade.
De viktigaste gestalterna i dramat är den lärde läkaren Heinrich Faust, djävulen Mefistofeles (kort Mefisto) och Margareta, kallad Gretchen, Fausts älskarinna.

## Betydelse
Goethes Faustdramer räknas till världslitteraturen. Särskilt Faust I ingår i den obligatoriska litteraturlistan på många tyska gymnasier och dramat spelas ofta på tyska scener.
Andra delen av Gustav Mahlers Symfoni nr 8 i Ess-dur (känd som De tusendes symfoni) är en tonsättning av slutscenen i Faust II för stor orkester, två körer, gosskör och åtta sångsolister. (Symfonins första del bygger på hymnen "Veni, creator spiritus".)
Berättelsen har filmatiserats av F.W. Murnau 1926 som Faust med Gösta Ekman som Faust och Emil Jannings som Mefistofeles.

## Uppsättningar

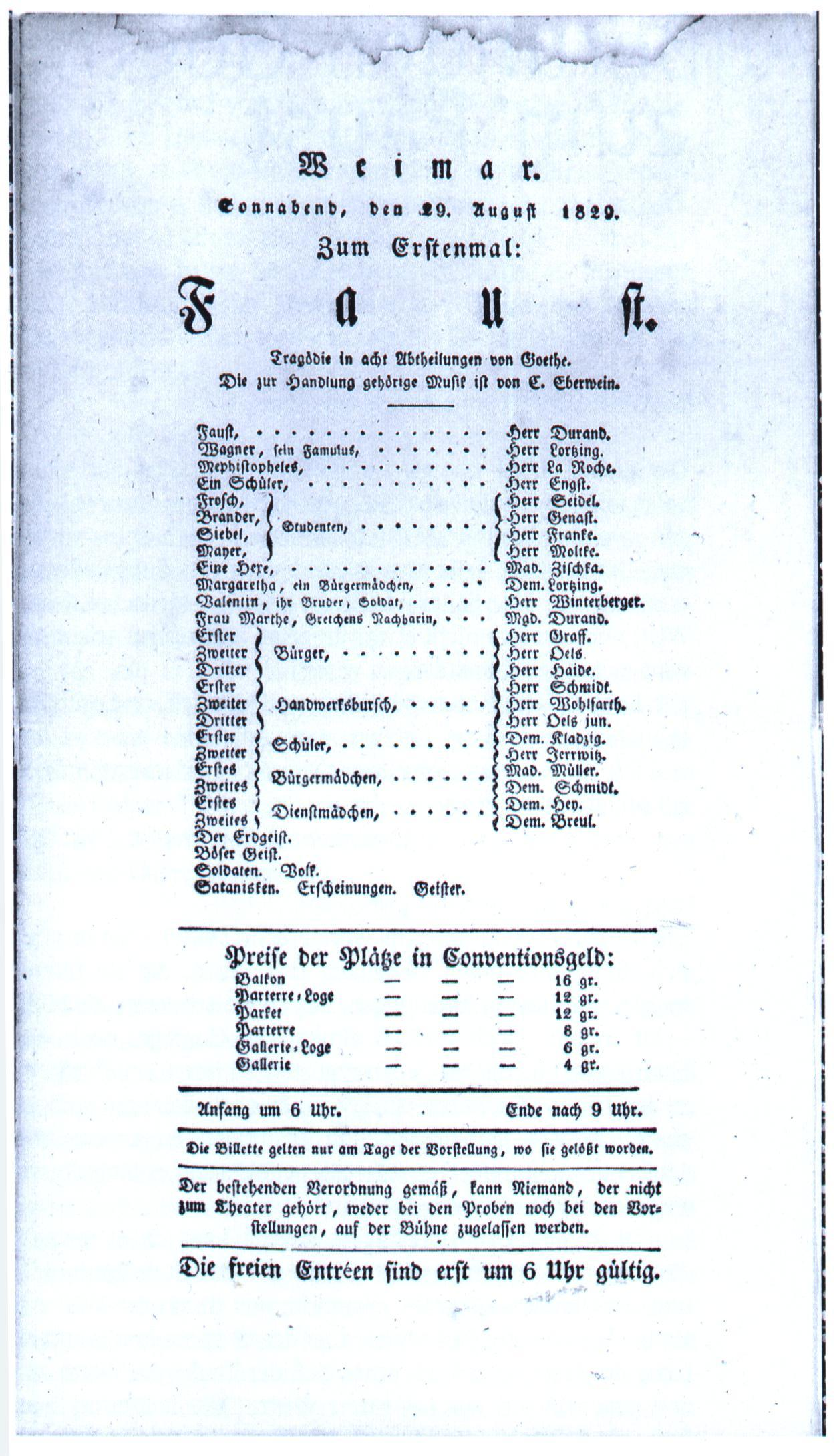
Programbladet till uppförandet av Faust i Weimar i samband med Goethes åttioårsfirande.

Faust har tidigare ofta omtalats som läsdrama, speciellt del två. Dels har litteraturhistoriker menat att det filosofiska innehållet är för sofistikerat för teatern. Detta kom kärnfullt till uttryck i exempelvis Göteborgs-Tidningens chefredaktör Sten Sjögrens recension av Knut Ströms uppsättning på Lorensbergsteatern i Göteborg 1931: "Salig Johann Wolfgang i all ära men det rent dramatiska blev aldrig det centrala i hans diktning. Hur på scenen ge den rätta illussionen åt all den genialitet, som väller fram i detta världslitteraturens mästerverk? Hur trolla fram den inre heliga eld, som här glöder? Läsningen kan ge allt, men det sceniska blir hur storartade resurserna än må vara, den nyckfullt sönderplockade. /---/ Den teater finns sålunda inte som mäktar underverket." Dels var de många scenväxlingarna svårhanterliga för 1800-talets och det tidiga 1900-talets teater, men samma problem hade man med flera av William Shakespeares pjäser. Dessa typer av dramatik har med senare teknik och estetik gjorts spelbara på teatern.
Goethe misslyckades själv med att sätta upp Faust (del ett) på hovteatern i Weimar och tvivlade därför på att det var möjligt. Men redan under hans livstid gjordes uppsättningar på andra teatrar. 1819 uppfördes scener ur dramat på lustslottet Monbijou i Berlin. Föreställningen regisserades av greve Carl von Brühl och huvudrollen spelades av Pius Alexander Wolff som studerat den för Goethe själv. 1829 skedde urpremiären av del ett i sin helhet på hovteatern i Braunschweig i regi av August Klingemann. Denna föreställning turnerade i Tyskland och en version av den uppfördes i Weimar i samband med Goethes 80-årsdag.